# Valerija Perger
Valerija Perger, slovenska pedagoginja, predavateljica, pedagoška svetovalka, avtorica učbenikov. * 19. maj 1959, Okoslavci.
Osnovno šolo je končala v Svetem Juriju ob Ščavnici, gimnazijo pa v Murski Soboti. Nato je študirala na Filozofski fakulteti v Ljubljani, kjer je leta 1984 diplomirala.
Najprej je učiteljevala v Dvojezični srednji šoli v Lendavi, kjer je učila tudi madžarščino. 1. novembra 1992 je bila imenovana za višjo pedagoško svetovalko v Slovenskem Porabju na Madžarskem. Tudi je bila zaposlena na Zavodu Republike Slovenije za šolstvo in Območni enoti v Murski Soboti. Opravljala je naloge organiziranja in izvajanja stalnih strokovnih spopolnjevanj porabskih učiteljev ter individualno svetovanje in organiziranje letnih seminarjev, jezikovnih izobraževanj in pripravila učne načrte ter didaktična gradiva.
Bila je avtorica ali soavtorica beril za pouk slovenščine v osnovnih šolah in učbenikov za slovenski jezik v gimnaziji.
Leta 2005 je na Pedagoški fakulteti v Mariboru končala podiplomski magistrski študij.
Trenutno je upokojenka.